# Savigliano
Savigliano – miejscowość i gmina we Włoszech, w regionie Piemont, w prowincji Cuneo.
Według danych na rok 2004 gminę zamieszkiwały 19 893 osoby, 180,8 os./km².
Urodził tu się arcybiskup mediolański Luigi Nazari di Calabiana.

## Miasta partnerskie
- Pylos
- Mormanno
- Villa María